# Asian Le Mans Series 2013

Das Logo der Rennserie

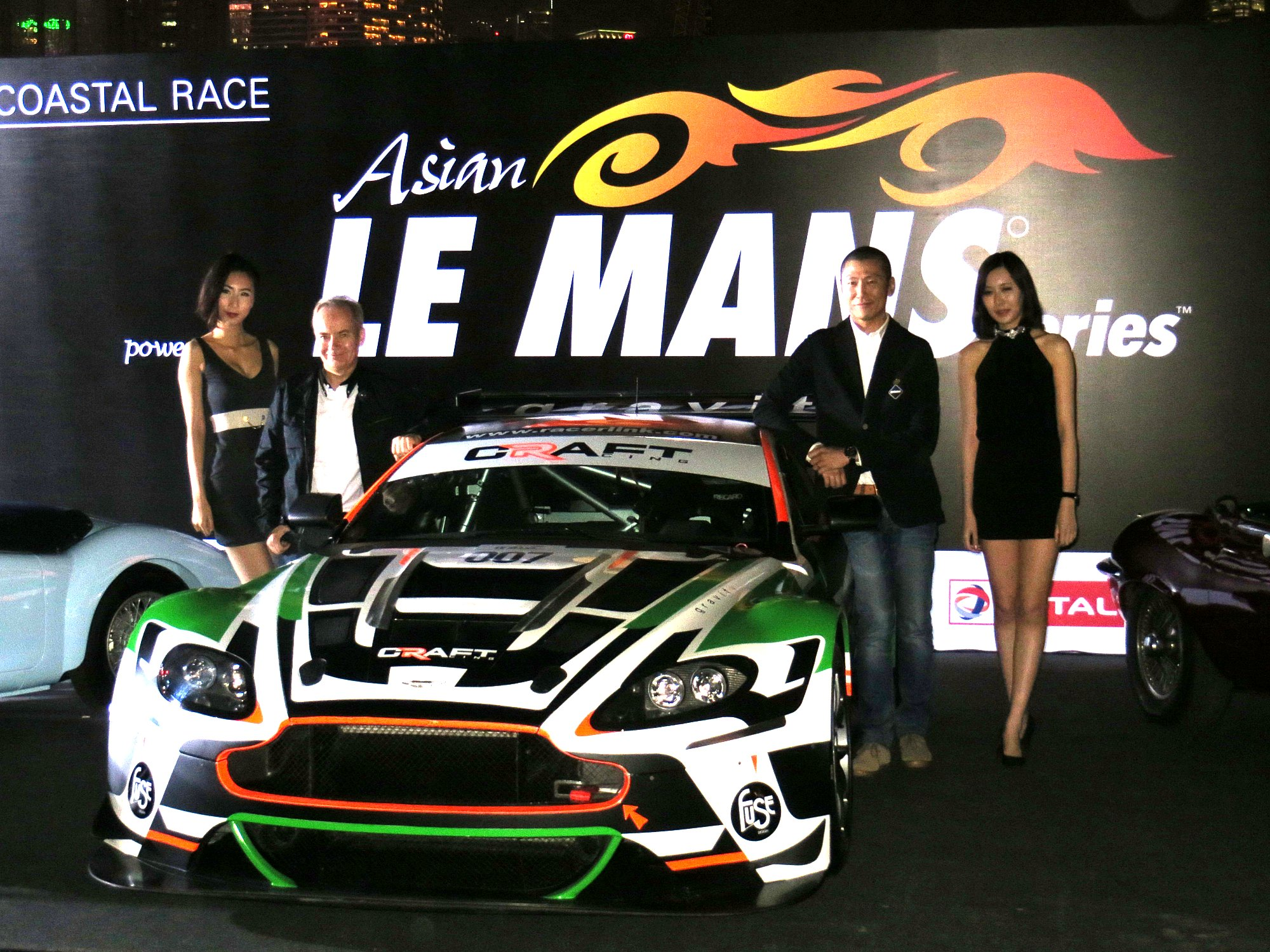
Ein Aston Martin Vantage GT3 bei der Eröffnungsveranstaltung 2013 in Hong Kong

Die Asian Le Mans Series 2013 war die dritte Saison der Asian Le Mans Series. Die Saison begann am 4. August 2013 in Inje und endete am 8. Dezember 2013 in Sepang. Es wurden vier Veranstaltungen ausgetragen.

## Teams und Fahrer

### LMP2
| Team         | Fahrzeug             | Motor                  | Reifen | Nr. | Fahrer          | Rennen  |
| ------------ | -------------------- | ---------------------- | ------ | --- | --------------- | ------- |
| KCMG         | Morgan LMP2 Oreca 03 | Nissan VK45DE 4.5 L V8 | M      | 18  | James Winslow   | 1–4     |
| KCMG         | Morgan LMP2 Oreca 03 | Nissan VK45DE 4.5 L V8 | M      | 18  | Akash Nandy     | 1       |
| KCMG         | Morgan LMP2 Oreca 03 | Nissan VK45DE 4.5 L V8 | M      | 18  | Gary Thompson   | 1, 3    |
| KCMG         | Morgan LMP2 Oreca 03 | Nissan VK45DE 4.5 L V8 | M      | 18  | Richard Bradley | 2       |
| KCMG         | Morgan LMP2 Oreca 03 | Nissan VK45DE 4.5 L V8 | M      | 18  | Hiroshi Koizumi | 2       |
| KCMG         | Morgan LMP2 Oreca 03 | Nissan VK45DE 4.5 L V8 | M      | 18  | Tsugio Matsuda  | 4       |
| KCMG         | Morgan LMP2 Oreca 03 | Nissan VK45DE 4.5 L V8 | M      | 18  | Jordan Oon      | 3       |
| OAK Racing   | Morgan LMP2          | Judd HK 3.6 L V8       | M      | 24  | David Cheng     | 1–4     |
| OAK Racing   | Morgan LMP2          | Judd HK 3.6 L V8       | M      | 24  | Jeffrey Lee     | 1, 2    |
| OAK Racing   | Morgan LMP2          | Judd HK 3.6 L V8       | M      | 24  | Ho-Pin Tung     | 1, 3, 4 |
| OAK Racing   | Morgan LMP2          | Judd HK 3.6 L V8       | M      | 24  | Cong Fu Cheng   | 2       |
| OAK Racing   | Morgan LMP2          | Judd HK 3.6 L V8       | M      | 24  | Shaun Thong     | 3       |
| Craft Racing | Oreca 03             | Nissan VK45DE 4.5 L V8 | M      | 27  | Jun Jin Pu      | 4       |
| Craft Racing | Oreca 03             | Nissan VK45DE 4.5 L V8 | M      | 27  | Dan Polley      | 4       |
| Craft Racing | Oreca 03             | Nissan VK45DE 4.5 L V8 | M      | 27  | Richard Bradley | 4       |

### GTE
| Team                    | Fahrzeug               | Reifen | Nr. | Fahrer           | Rennen  |
| ----------------------- | ---------------------- | ------ | --- | ---------------- | ------- |
| Team AAI Rstrada        | Porsche 997 GT3 RSR    | M      | 35  | Morris Chen      | 4       |
| Team AAI Rstrada        | Porsche 997 GT3 RSR    | M      | 35  | Marco Seefried   | 4       |
| Team AAI Rstrada        | Porsche 997 GT3 RSR    | M      | 35  | Ryohei Sakaguchi | 4       |
| Team Taisan Ken Endless | Ferrari 458 Italia GT2 | M      | 70  | Kamui Kobayashi  | 1       |
| Team Taisan Ken Endless | Ferrari 458 Italia GT2 | M      | 70  | Naoki Yokomizo   | 1, 3, 4 |
| Team Taisan Ken Endless | Ferrari 458 Italia GT2 | M      | 70  | Akira Iida       | 2–4     |
| Team Taisan Ken Endless | Ferrari 458 Italia GT2 | M      | 70  | Shinji Nakano    | 2       |
| Team Taisan Ken Endless | Ferrari 458 Italia GT2 | M      | 70  | Shogo Mitsuyama  | 2–4     |

### GTC
| Team                     | Fahrzeug                             | Reifen | Nr. | Fahrer                 | Rennen  |
| ------------------------ | ------------------------------------ | ------ | --- | ---------------------- | ------- |
| Craft Racing             | Aston Martin Vantage GT3 Ford GT GT3 | M      | 007 | Frank Yu               | 1–3     |
| Craft Racing             | Aston Martin Vantage GT3 Ford GT GT3 | M      | 007 | Stefan Mücke           | 1, 4    |
| Craft Racing             | Aston Martin Vantage GT3 Ford GT GT3 | M      | 007 | Keita Sawa             | 1, 3, 4 |
| Craft Racing             | Aston Martin Vantage GT3 Ford GT GT3 | M      | 007 | Richard Lyons          | 2       |
| Craft Racing             | Aston Martin Vantage GT3 Ford GT GT3 | M      | 007 | Darryl O’Young         | 3       |
| Craft Racing             | Aston Martin Vantage GT3             | M      | 009 | Tomonobu Fujii         | 4       |
| Craft Racing             | Aston Martin Vantage GT3             | M      | 009 | Darryl O’Young         | 4       |
| Craft Racing             | Aston Martin Vantage GT3             | M      | 009 | Frank Yu               | 4       |
| Pacific Direction Racing | Porsche 911 GT3-R                    | M      | 09  | You Yokomaku           | 2       |
| Pacific Direction Racing | Porsche 911 GT3-R                    | M      | 09  | Yuya Sakamoto          | 2       |
| Pacific Direction Racing | Porsche 911 GT3-R                    | M      | 09  | Akira Mizutani         | 2       |
| Team Taisan Ken Endless  | Porsche 996 GT3-RS                   | M      | 26  | Kyosuke Mineo          | 1       |
| Team Taisan Ken Endless  | Porsche 996 GT3-RS                   | M      | 26  | Yukinori Taniguchi     | 1       |
| Team Taisan Ken Endless  | Porsche 996 GT3-RS                   | M      | 26  | Akihiro Asai           | 2       |
| Team Taisan Ken Endless  | Porsche 996 GT3-RS                   | M      | 26  | Naoya Gamou            | 2       |
| Clearwater Racing        | Ferrari 458 Italia GT3               | M      | 33  | Weng Sun Mok           | 4       |
| Clearwater Racing        | Ferrari 458 Italia GT3               | M      | 33  | Toni Vilander          | 4       |
| BBT Racing               | Lamborghini Gallardo GT3             | M      | 37  | Anthony Liu            | 1–4     |
| BBT Racing               | Lamborghini Gallardo GT3             | M      | 37  | Davide Rizzo           | 1–4     |
| BBT Racing               | Lamborghini Gallardo GT3             | M      | 37  | Massimiliano Wiser     | 1–3     |
| BBT Racing               | Lamborghini Gallardo GT3             | M      | 37  | Fabio Babini           | 4       |
| AF Corse                 | Ferrari 458 Italia GT3               | M      | 77  | Andrea Bertolini       | 1–4     |
| AF Corse                 | Ferrari 458 Italia GT3               | M      | 77  | Michele Rugolo         | 1–4     |
| AF Corse                 | Ferrari 458 Italia GT3               | M      | 77  | Steve Wyatt            | 1–4     |
| Team AAI Rstrada         | McLaren MP4-12C GT3                  | M      | 91  | Jun-San Chen           | 1–3     |
| Team AAI Rstrada         | McLaren MP4-12C GT3                  | M      | 91  | Akira Iida             | 1       |
| Team AAI Rstrada         | McLaren MP4-12C GT3                  | M      | 91  | Marco Seefried         | 2       |
| Team AAI Rstrada         | McLaren MP4-12C GT3                  | M      | 91  | Tatsuya Tanigawa       | 2–3     |
| Team AAI Rstrada         | McLaren MP4-12C GT3                  | M      | 91  | Takeshi Tsuchiya       | 3       |
| Team AAI Rstrada         | McLaren MP4-12C GT3                  | M      | 92  | Morris Chen            | 1–3     |
| Team AAI Rstrada         | McLaren MP4-12C GT3                  | M      | 92  | Akihiro Asai           | 1       |
| Team AAI Rstrada         | McLaren MP4-12C GT3                  | M      | 92  | Somchai Saksirivatekul | 1       |
| Team AAI Rstrada         | McLaren MP4-12C GT3                  | M      | 92  | Yasushi Kikuchi        | 2–3     |
| Team AAI Rstrada         | McLaren MP4-12C GT3                  | M      | 92  | Marco Seefried         | 3       |
| Team AAI Rstrada         | BMW Z4 GT3                           | M      | 91  | Jun-San Chen           | 4       |
| Team AAI Rstrada         | BMW Z4 GT3                           | M      | 91  | Tatsuya Tanigawa       | 4       |
| Team AAI Rstrada         | BMW Z4 GT3                           | M      | 91  | Takeshi Tsuchiya       | 4       |

### GTC Am
| Team                    | Fahrzeug             | Reifen | Nr. | Fahrer                  | Rennen |
| ----------------------- | -------------------- | ------ | --- | ----------------------- | ------ |
| Gama Racing             | Lamborghini Gallardo | M      | 36  | Michael Huang           | 4      |
| Gama Racing             | Lamborghini Gallardo | M      | 36  | Han Lin                 | 4      |
| Gama Racing             | Lamborghini Gallardo | M      | 36  | Hanss Lin               | 4      |
| Team Primemantle Aylezo | Lamborghini Gallardo | M      | 69  | Zen Low                 | 4      |
| Team Primemantle Aylezo | Lamborghini Gallardo | M      | 69  | Dilantha Malagamuwa     | 4      |
| Team Primemantle Aylezo | Lamborghini Gallardo | M      | 69  | Giorgio Sanna           | 4      |
| Mike Racing             | Lamborghini Gallardo | M      | 96  | Rick Cheang Wan Chin    | 4      |
| Mike Racing             | Lamborghini Gallardo | M      | 96  | Michael Chua Khian Keng | 4      |
| Mike Racing             | Lamborghini Gallardo | M      | 96  | Joseph Chua Thian Song  | 4      |

### SGT
| Team                          | Fahrzeug                  | Reifen | Nr. | Fahrer             | Rennen |
| ----------------------------- | ------------------------- | ------ | --- | ------------------ | ------ |
| Team Taisan Ken Endless       | Porsche 997 GT3 R         | Y      | 0   | Kyosuke Mineo      | 2      |
| Team Taisan Ken Endless       | Porsche 997 GT3 R         | Y      | 0   | Naoki Yokomizo     | 2      |
| Cars Tokai Dream28            | McLaren MP4-12C GT3       | Y      | 02  | Kazuho Takahashi   | 2      |
| Cars Tokai Dream28            | McLaren MP4-12C GT3       | Y      | 02  | Hiroki Katō        | 2      |
| Team Mach                     | Nissan GT-R GT3           | Y      | 05  | Tetsuji Tamanaka   | 2      |
| Team Mach                     | Nissan GT-R GT3           | Y      | 05  | Naoya Yamano       | 2      |
| Gainer                        | Mercedes-Benz SLS AMG GT3 | D      | 11  | Katsuyuki Hiranaka | 2      |
| Gainer                        | Mercedes-Benz SLS AMG GT3 | D      | 11  | Björn Wirdheim     | 2      |
| Team Mugen                    | Honda CR-Z ZF2            | B      | 16  | Hideki Mutoh       | 2      |
| Team Mugen                    | Honda CR-Z ZF2            | B      | 16  | Yuhki Nakayama     | 2      |
| apr                           | Nissan GT-R GT3           | Y      | 30  | Yuki Iwasaki       | 2      |
| apr                           | Nissan GT-R GT3           | Y      | 30  | Igor Sushko        | 2      |
| apr                           | Nissan GT-R GT3           | Y      | 30  | Kenji Kobayashi    | 2      |
| Okinawa-Imp Racing with Shift | Mercedes-Benz SLS AMG GT3 | Y      | 52  | Hironori Takeuchi  | 2      |
| Okinawa-Imp Racing with Shift | Mercedes-Benz SLS AMG GT3 | Y      | 52  | Takeshi Tsuchiya   | 2      |
| Okinawa-Imp Racing with Shift | Mercedes-Benz SLS AMG GT3 | Y      | 52  | Motoyoshi Yoshida  | 2      |
| Autobacs Racing Team Aguri    | Honda CR-Z ZF2            | B      | 55  | Shinichi Takagi    | 2      |
| Autobacs Racing Team Aguri    | Honda CR-Z ZF2            | B      | 55  | Takashi Kobayashi  | 2      |
| Autobacs Racing Team Aguri    | Honda CR-Z ZF2            | B      | 55  | Tomoki Nojiri      | 2      |
| R&D Sport                     | Subaru BRZ GT300          | M      | 61  | Tetsuya Yamano     | 2      |
| R&D Sport                     | Subaru BRZ GT300          | M      | 61  | Kota Sasaki        | 2      |
| Leon Racing                   | Mercedes-Benz SLS AMG GT3 | Y      | 62  | Haruki Kurosawa    | 2      |
| Leon Racing                   | Mercedes-Benz SLS AMG GT3 | Y      | 62  | Tsubasa Kurosawa   | 2      |

## Rennkalender
Der Rennkalender zur Saison 2013 umfasste vier Veranstaltungen.
| Nr. | Datum      | Rennname / Ort                       | Sieger LMP2                                  | Sieger GTE                                | Sieger GTC                                  |
| --- | ---------- | ------------------------------------ | -------------------------------------------- | ----------------------------------------- | ------------------------------------------- |
| 1   | 4.8.2013   | 3-Stunden-Rennen von Inje (Inje)     | KCMG                                         | Team Taisan Ken Endless                   | AF Corse                                    |
| 1   | 4.8.2013   | 3-Stunden-Rennen von Inje (Inje)     | Akash Nandy Gary Thompson James Winslow      | Kamui Kobayashi Naoki Yokomizo            | Andrea Bertolini Michele Rugolo Steve Wyatt |
| 2   | 22.9.2013  | 3-Stunden-Rennen von Fuji (Fuji)     | KCMG                                         | Team Taisan Ken Endless                   | Craft Racing                                |
| 2   | 22.9.2013  | 3-Stunden-Rennen von Fuji (Fuji)     | Richard Bradley Hiroshi Koizumi Gary Winslow | Akira Iida Shogo Mitsuyama Shinji Nakano  | Richard Lyons Frank Yu                      |
| 3   | 13.10.2013 | 3-Stunden-Rennen von Zhuhai (Zhuhai) | OAK Racing                                   | Team Taisan Ken Endless                   | AF Corse                                    |
| 3   | 13.10.2013 | 3-Stunden-Rennen von Zhuhai (Zhuhai) | David Cheng Ho-Pin Tung Shaun Thong          | Akira Iida Shogo Mitsuyama Naoki Yokomizo | Andrea Bertolini Michele Rugolo Steve Wyatt |
| 4   | 8.12.2013  | 3-Stunden-Rennen von Sepang (Sepang) | OAK Racing                                   | Team Taisan Ken Endless                   | Clearwater Racing                           |
| 4   | 8.12.2013  | 3-Stunden-Rennen von Sepang (Sepang) | David Cheng Ho-Pin Tung                      | Akira Iida Shogo Mitsuyama Naoki Yokomizo | Mok Weng Sun Toni Vilander                  |